# Dome Mountain, New South Wales
Dome Mountain är ett berg i Australien. Det ligger i regionen Kyogle och delstaten New South Wales, i den sydöstra delen av landet, omkring 610 kilometer norr om delstatshuvudstaden Sydney. Toppen på Dome Mountain är 923 meter över havet.
Runt Dome Mountain är det mycket glesbefolkat, med 2 invånare per kvadratkilometer.. 
I omgivningarna runt Dome Mountain växer i huvudsak städsegrön lövskog. Genomsnittlig årsnederbörd är 1 387 millimeter. Den regnigaste månaden är januari, med i genomsnitt 260 mm nederbörd, och den torraste är oktober, med 36 mm nederbörd.